# Joseph Douillet
Joseph Douillet (geb. 1878; gest. 17. Juli 1954) war ein belgischer Diplomat.

## Biografie
Joseph Douillet wurde 1878 geboren. Er lebte in der Zeit von 1891 bis 1926 sechsundzwanzig Jahre im zaristischen Russland und neun Jahre in der Sowjetunion.
Douillet war belgischer Konsul in Rostow am Don, dann Mitglied der Nansen Mission und deren Bevollmächtigter für den Südosten der UdSSR, Delegierter des European Student Relief und Mitarbeiter mehrerer internationaler Hilfsorganisationen in diesem Land.
Im Jahr 1925 wurde er von der GPU, der Geheimpolizei der Sowjetunion, verhaftet und verbrachte neun Monate im Gefängnis, bevor er aus der UdSSR deportiert wurde.
1928 veröffentlichte er sein Buch Moscou sans Voiles (dt. unter dem Titel Moskau ohne Maske, 1929) mit einer kritischen Darstellung des Lebens in der Sowjetunion, das eine stark antikommunistische Tendenz hatte. Es wurde sehr bekannt und in mehrere Sprachen übersetzt.
Das Buch von Douillet bildete die Grundlage für den Comic „Tim und Struppi im Land der Sowjets“ von Hergé.

## Veröffentlichungen (Auswahl)
- Moscou sans Voiles. Paris 1928
  - (dt. Übers.) Moskau ohne Maske. Übertr. v. Rose Hilferding[2], Berlin, Verlag f. Kulturpolitik, 1929 (Inhaltsübersicht)
  - (russ. Übers.) Жозеф Дуйе: Москва без вуали (Девять лет работы в стране советов) Перевод с французского. Рига Издательство «Саламандра» 1928 г. (Onlinetext)